# 世界のセクシーナイト
『世界のセクシーナイト』（せかいの-Mondo Sexi di Notte）は1962年のイタリア映画。

## 概説
所謂夜モノ映画の一編だが、ブームが既に下火に掛った頃の映画で、お色気色が過剰になって来た頃に製作された。内容はサンバや異色のベトナム人ストリッパーやアクロバティックなショーやエロティックな見世物は相変わらず。大掛かりなショーパブ的なエンターテーメントが満載の大人向きの娯楽ムービー。

## スタッフ
- 監督：ミノ・ロイ
- 音楽：フランコ・タンポーニ
- 日本語ナレーター：三国一朗